# Jorge Luis Bernal
Jorge Luis Bernal (Ibagué, Tolima, Colombia, 27 de septiembre de 1952), más conocido como El Cacique Bernal, es un exdirector técnico de fútbol colombiano.

## Trayectoria
Empezó dirigiendo al Club San Simón de Ibagué, equipo aficionado con el que ganó dos títulos nacionales amateur, luego dirigió al Deportes Tolima en 1986 y 1987, cuando el equipo pasó por momentos difíciles entre 2004, 2006 también dirigió a los musicales, luego en 2008 estuvo a cargo del equipo tolimense solo en cinco partidos.
En 1986 dirigió la Selección Colombia, subcampeona de los Juegos de Odesur, más adelante, en 1988, fue técnico campeón en Venezuela con el Marítimo, en 1990 vuelve a dirigir a San Simón y logra un nuevo título nacional y luego tomó las riendas del Deportes Tolima hasta 1991, en una época de arcas vacías, pocas contrataciones y muchos problemas.
Dos años después, cuando estaba dirigiendo al Guadalajara de Buga, Jorge Luis Bernal asumió la dirección técnica del Deportes Tolima, pero con siete puntos por debajo del Cúcuta y el Magdalena en la tabla del descenso, sus esfuerzos no valieron para nada y el equipo descendió, después dirigió con mucho éxito al Cooperamos Tolima, en 1995 Bernal, con ese equipo, logró el título nacional de la Primera C en Pasto, gracias a ese título Bernal y el Cooperamos Tolima pudieron participar entre 1996 y el 2000 en el campeonato de la Categoría Primera B.
En 2006 nuevamente toma la dirección técnica del equipo profesional del Deportes Tolima, donde logra una gran temporada clasificando a los cuadrangulares en los dos torneos del año; en el Torneo Apertura termina en la tercera posición del campeonato, pero en el cuadrangular no logró clasificar a la final, quedando a tres puntos del clasificado en aquel momento, el Deportivo Cali. En el Torneo Finalización le iría mucho mejor, pues termina de líder en la primera posición con 32 puntos, dos puntos por encima de Independiente Medellín; en los cuadrangulares ganó el cupo a la final con 12 puntos por encima de Atlético Nacional, donde posteriormente la disputaría con el equipo revelación y el mejor del año, el Cúcuta Deportivo. El partido de ida se jugó en Cúcuta, donde perderían por la mínima diferencia (1-0) con gol de Rodrigo Saraz. El partido de vuelta se jugó en Ibagué, pero el Tolima no pudo pasar del empate, pese a que empezó ganando con gol de Yulián Anchico, pero Macnelly Torres empató el partido faltando 10 minutos para el final del partido, otorgando la primera estrella al equipo de la frontera. Después de lograr el subcampeonato con el Deportes Tolima, dejaría la dirección técnica para irse a dirigir al equipo que logró el título, Cúcuta Deportivo, para ocupar el puesto que dejó Jorge Luis Pinto que se marcharía a la Selección Colombia.
En 2007 llegó al Cúcuta Deportivo, club donde también lograría una gran campaña en la Copa Libertadores y en la liga colombiana; en el Torneo Apertura terminó en el segundo lugar del todos contra todos, un punto por debajo del líder Deportivo Cali. En los cuadrangulares perdió la gran opción de llegar nuevamente a la final, empatando 0-0 ante Independiente Medellín. En la Copa Libertadores 2007 logró avanzar de la fase de grupos y en octavos de final se enfrentó al Deportivo Toluca de México, ganando en la ida 5-1 y en la vuelta, pese a perder por 2-0, avanzó a los cuartos de final donde enfrentaría al Nacional de Montevideo ganando 2-0 en el partido de ida, y en la vuelta empató 2-2 logrando un histórico pase a semifinales. En la semifinal jugó ante Boca Juniors, en la ida ganó por 3-1, pero perdió en la vuelta 3-0 dándole el paso a la final al equipo argentino. En el Torneo Finalización ya no fue tan efectivo como el semestre anterior, pero logró meterse en el grupo de los ocho en la quinta posición del todos contra todos, en los cuadrangulares no tuvo una buena presentación terminando en el último lugar con apenas cinco puntos. Con la buena campaña lograda con el Cúcuta Deportivo, lo clasificó a la Copa Libertadores 2008, pero a pesar de este logro, renunció en enero de 2008 por falta de garantías para armar un equipo competitivo.
El 3 de marzo de 2008 llegó al Deportes Tolima, en remplazo de Hernán Torres Oliveros. Sin embargo, tan solo estaría en el cargo cinco partidos siendo despedido tras recibir la goleada histórica 7-2 vs Boyacá Chicó.
En mayo de 2008 llegó al Once Caldas, en reemplazo de Juan Carlos Bedoya. En el Torneo Finalización quedó eliminado de los cuadrangulares terminando en la décima posición con 27 puntos, pese al buen juego que mostró el equipo blanco en el torneo. No obstante, luego de perder la final de la Copa Colombia 2008 frente a La Equidad fue despedido de su cargo.
El 22 de marzo de 2009, en la jornada 9 del Torneo Apertura, después de la renuncia del técnico del Deportivo Pasto, Bernardo Redín, asume la dirección técnica del equipo. En el Torneo Finalización tuvo una presentación aceptable en el equipo nariñense, pese a quedar eliminado  en la posición 10 con 26 puntos y haber descendido a la Primera B; en la Copa Colombia 2009 llegó a la final ante Santa Fe, ganando el partido de ida 2-1, en la vuelta perdió por el mismo marcador, y en los penales el equipo capitalino se quedó con el título tras imponerse por 5-4. Posteriormente, fue despedido tras perder la final de la Copa Colombia y no lograr mantener la categoría.
Luego de descender con el cuadro "pastuso" a la Primera B, asume como nuevo entrenador del Deportivo Cali para la temporada 2010. Sin embargo, fue despedido de su cargo a causa de los malos resultados en el Torneo Apertura 2010, al dejar al club en el puesto 13.º de la tabla de posiciones. Tras diálogos con los directivos del Deportivo Pasto, el estratega tolimense llegó a un acuerdo para asumir nuevamente la conducción técnica del conjunto nariñense. En el Torneo de Ascenso deja al equipo en la segunda posición, y en los cuadrangulares no decepcionó al terminar de primero con 13 puntos. En la final se enfrentó al Itagüí Ditaires, empatando 1-1 en la ida y en la vuelta perdió por 2-1, perdiendo la primera opción de ascender; en la serie de promoción se enfrentó al Envigado F.C., perdiendo los dos partidos de la promoción, 1-0 en la ida y 2-0 en la vuelta, perdiendo definitivamente sus opciones de ascenso, dejando al Deportivo Pasto un año más jugando en la segunda división. Tras no lograr el ascenso a la primera categoría, fue despedido de su cargo.
El 17 de diciembre de 2011, es nombrado de nuevo director técnico del Deportes Tolima en reemplazo de Hernán Torres, quien renunció del club tras cuatro años de proceso. En su regreso a los banquillos luego de estar un año sin dirigir, logra una sobresaliente actuación en el Torneo Apertura terminando de líder en el primer puesto con 36 puntos, en los cuadrangulares no logró el pase a la final terminando en la tercera posición con 10 puntos, un punto por debajo del Deportivo Cali y del Deportivo Pasto, este último clasificado a la final. En el Torneo Finalización solo dirigió en cinco partidos, la derrota por 3-1 en Ibagué ante Atlético Nacional fue el detonante de su salida del cargo, pero su destitución del Deportes Tolima no fue por la derrota ante Nacional, sino por diferencias y conflictos internos con el máximo accionista y dueño del club, Gabriel Camargo Salamanca.
En enero de 2013 llega al Itagüí F.C., hace una gran temporada con el equipo antioqueño terminando de tercero en el Torneo Apertura, en los cuadrangulares terminó segundo con nueve puntos, a una unidad del clasificado a la final, el Atlético Nacional. En la Copa Sudamericana 2013 llegó hasta cuartos de final, caería eliminado en esta fase por el Club Libertad de Paraguay. Para el Torneo Finalización no fue tan efectivo, pues clasificó a los cuadrangulares en la octava posición del todos contra todos, pero la derrota ante Junior de Barranquilla por 1-0 en la primera fecha de los cuadrangulares hizo que los directivos tomaran la decisión de licenciarlo, dirigió al equipo antioqueño por once meses.
En 2014 llega nuevamente al Deportivo Pasto en reemplazo de Flabio Torres, que se iría a dirigir al Once Caldas. En su tercera etapa en el equipo nariñense no tuvo su mejor campaña, pues terminó ocupando el puesto 12 con 20 puntos en el todos contra todos del Torneo Apertura, por lo cual fue destituido del equipo en el mes de mayo; luego de ser despedido del Deportivo Pasto, asumió nuevamente como técnico de las Águilas Doradas en junio para afrontar el Torneo Finalización 2014, cargo en el que solo duró dos meses al ser despedido por malos resultados.
En agosto de 2015 llegó a Jaguares de Córdoba tras la salida del estratega Carlos César Castro, con el objetivo de mantener la categoría y entrar en el grupo de los ocho, pero solo duró dos meses dirigiendo 11 partidos en el Torneo Finalización siendo despedido tras los pésimos resultados en el equipo de Montería.
En mayo de 2016 llega al Alianza Petrolera para ser protagonista y hacer una buena campaña en el equipo refinero. Para el Torneo Finalización 2016 el equipo logra una levantada increíble al ganar cinco partidos de manera consecutiva llegando a la última fecha con la opción de entrar a los Play-Off de la liga, pero pierden por la mínima diferencia ante el descendido Fortaleza terminando eliminado de manera increíble. Pese a la eliminación, se mantendría en el cargo para la Temporada 2017. Para el Torneo Apertura tuvo una aceptable presentación al terminar en el puesto 10 con 27 puntos, a dos del grupo de los ocho, quedando cerca de entrar a los Play-Off. En el Torneo Finalización tuvo un desempeño muy irregular, dejando al equipo de Barrancabermeja en los últimos puestos del campeonato y posteriormente sería despedido por malos resultados en octubre de 2017.
Llegó a las Águilas Doradas en junio de 2018 reemplazando a Hernán Torres, siendo su tercer ciclo en el equipo dorado de Antioquia. En el Torneo Finalización 2018 logra una buena campaña terminando en el séptimo puesto con 32 puntos, entrando a los Play-Off de la liga eliminando al Once Caldas en cuartos de final, ganando en la ida por 1-0 en Rionegro y sacando un empate 1-1 en Manizales, dando un paso histórico a semifinales donde terminaría eliminado por el Junior de Barranquilla perdiendo 3-2 en la ida y empatando 1-1 en la vuelta, pero gracias a la buena campaña con el equipo antioqueño lo clasificó a la Copa Sudamericana 2019. Para el Torneo Apertura 2019 no tuvo un buen inicio siendo despedido el 1 de marzo de 2019 por malos resultados.
El 15 de agosto de 2019 asumió el reto de dirigir al Atlético Huila, con el objetivo de salvarse del descenso y ser protagonista en la Liga Águila. Al final no tuvo los resultados esperados con el equipo de Neiva, el equipo no pudo reponerse en la tabla del descenso y tampoco lo pudo sacar de los últimos puestos de la tabla que al final terminó descendiendo el equipo para la Temporada 2020. Luego de descender al Atlético Huila fue despedido faltando una fecha para terminar la fase regular del campeonato con el equipo prácticamente descendido.
En el año 2021 tomó el cargo de entrenador de Patriotas Boyacá tras el fallecimiento de John Mario Ramírez, quien originalmente iba a estar al frente del equipo de Tunja. Se desvinculó del equipo pocos días después de caer 0-3 con Atlético Nacional en La Independencia.
En mayo de 2023 es nombrado como entrenador del Mineros de Guayana en Venezuela, siendo la segunda experiencia como director técnico en el exterior luego de haber sido entrenador del también equipo venezolano Sport Marítimo a finales de la década de los ochenta. Tras no conseguir buenos resultados es desvinculado dirigiendo tan solo 3 partidos.

## Clubes

### Formador
| Club                                   | País     | Año         |
| -------------------------------------- | -------- | ----------- |
| Divisiones menores del Deportes Tolima | Colombia | 2001 - 2005 |

### Entrenador
| Club                      | País      | Año         | Partidos dirigidos |
| ------------------------- | --------- | ----------- | ------------------ |
| Selección Colombia Sub-23 | Colombia  | 1986        | ?                  |
| Deportes Tolima           | Colombia  | 1986 - 1987 | ?                  |
| Sport Marítimo            | Venezuela | 1988 - 1989 | ?                  |
| Deportes Tolima           | Colombia  | 1990 - 1991 | ?                  |
| Guadalajara de Buga       | Colombia  | 1993        | ?                  |
| Deportes Tolima           | Colombia  | 1993        | ?                  |
| Cooperamos Tolima         | Colombia  | 1994 - 1995 | ?                  |
| Deportes Tolima           | Colombia  | 1996        | ?                  |
| Cooperamos Tolima         | Colombia  | 1996 - 2000 | ?                  |
| Deportes Tolima           | Colombia  | 2006        | ?                  |
| Cúcuta Deportivo          | Colombia  | 2007        | 60                 |
| Deportes Tolima           | Colombia  | 2008        | 5                  |
| Once Caldas               | Colombia  | 2008        | 34                 |
| Deportivo Pasto           | Colombia  | 2009        | 18                 |
| Deportivo Cali            | Colombia  | 2010        | 10                 |
| Deportivo Pasto           | Colombia  | 2010        | 44                 |
| Deportes Tolima           | Colombia  | 2012        | 32                 |
| Águilas Doradas           | Colombia  | 2013        | 65                 |
| Deportivo Pasto           | Colombia  | 2014        | 20                 |
| Águilas Doradas           | Colombia  | 2014        | 21                 |
| Jaguares de Córdoba       | Colombia  | 2015        | 8                  |
| Alianza Petrolera         | Colombia  | 2016 - 2017 | 66                 |
| Águilas Doradas           | Colombia  | 2018 - 2019 | 29                 |
| Atlético Huila            | Colombia  | 2019        | 16                 |
| Patriotas Boyacá          | Colombia  | 2021        | 7                  |
| Mineros de Guayana        | Venezuela | 2023        | 3                  |
| Consolidado total         |           | 2007-2023   | 438                |

## Palmarés

### Como entrenador
| Título                        | Club              | País      | Año  |
| ----------------------------- | ----------------- | --------- | ---- |
| Primera División de Venezuela | Sport Marítimo    | Venezuela | 1988 |
| Primera C                     | Cooperamos Tolima | Colombia  | 1995 |
| Torneo Nacional de Reservas   | Deportes Tolima B | Colombia  | 2002 |
| Torneo Nacional de Reservas   | Deportes Tolima B | Colombia  | 2005 |